# 테헤란 증권거래소
테헤란 증권거래소(약칭 TSE, 페르시아어: بورس اوراق بهادار تهران)은 이란 테헤란에 소재한 증권거래소이다. 1967년 2월 4일에 설립되었다.
오늘 거래 시작 몇 분 만에 주식시장 종합지수는 16,000포인트 이상 상승하며, 역사적 최고치를 경신하고 2,559,000포인트에 도달했습니다. (2024년 12월 14일, 토요일)